# Dvojníci
Dvojníci je italský komediální film, který v roce 1984 natočil režisér Enzo Barboni.

## Děj
Bratranci Coimbra de la Coronilla y Azavedovi jsou brazilští milionáři. V poslední době, kdy má dojít k podpisu důležité smlouvy, jim bylo vyhrožováno na životech. Proto se rozhodnou obrátit se na agenturu, která vyhledává po celém světě dvojníky známých osobností. Bastianův dvojník se jmenuje Eliot Vance, který se živí akrobatickým létání v rogalu, podobně je na tom i dvojník Antonia Greg Wonder, který hraje v klubech na saxofon. Poté, co je oběma nabídnut tučný honorář, tak nabídku přijmou a na několik dní zastanou bohaté bratrance, kteří se ukryjí před násilníky.

## Obsazení
| Terence Hill     | Eliot Vance Bastiano Coimbra de la Coronilla y Azevedo |
| Bud Spencer      | Greg Wonder Antonio Coimbra de la Coronilla y Azevedo  |
| April Clough     | Olympia Chavez                                         |
| Harold Bergman   | ředitel agentury                                       |
| C.V. Wood Jr.    | policejní důstojník                                    |
| Dary Reis        | Van der Bosch                                          |
| Nello Pazzafini  | Tango                                                  |
| José Van de Kamp | majordomus                                             |